# Красный (Рославльский район)
Красный — посёлок в Рославльском районе Смоленской области России. Входит в состав Любовского сельского поселения. Население — 75 жителей (2007 год). Старое название посёлка — Надворное. 
Расположена в южной части области в 16 км к северо-востоку от Рославля, в 0,1 км южнее автодороги А101 Москва — Варшава («Старая Польская» или «Варшавка»), на берегу реки Надворка. В 14 км южнее посёлка расположена железнодорожная станция О.п. 14-й км на линии Рославль — Фаянсовая.

## История
В годы Великой Отечественной войны посёлок был оккупирован гитлеровскими войсками в августе 1941 года, освобожден в сентябре 1943 года.